# Huotarinlampi
Huotarinlampi är en sjö i Finland. Den ligger i kommunen Sodankylä i landskapet Lappland, i den norra delen av landet, 800 km norr om huvudstaden Helsingfors. Huotarinlampi ligger 211,8 meter över havet. Arean är 33,1 hektar och strandlinjen är 2,83 kilometer lång. Sjön  ingår i Kemi älvs huvudavrinningsområde. 